# یادشکی
یادشکی (به لاتین: Jadeszki) یک روستا در لهستان است که در گمینا یاشویوه واقع شده‌است.